# Saison 2022 de l'équipe cycliste féminine Trek-Segafredo
La saison 2022 de l'équipe cycliste féminine Trek-Segafredo est la troisième de la formation. L'effectif est globalement stable. La championne du monde Elisa Balsamo est la principale recrue. Elle est accompagnée de Leah Thomas qui vient compenser le départ de Ruth Winder et Trixi Worrack.
Elisa Longo Borghini réalise une bonne saison en remportant Paris-Roubaix et The Women's Tour, ainsi qu'en étant la mieux classée de l'équipe au Tour de France, au Tour d'Italie et au Ceratizit Challenge by La Vuelta où elle prend la seconde place. Elle est aussi championne d'Italie du contre-la-montre. Elisa Balsamo s'impose au plus haut niveau en remportant trois épreuves consécutives du World Tour : le Trofeo Alfredo Binda-Comune di Cittiglio, la Classic Bruges-La Panne et Gand-Wevelgem après avoir été deuxième du Tour de Drenthe. Elle est aussi deuxième de la RideLondon-Classique. Elle gagne le titre national en Italie, deux étapes de son tour national et une au Ceratizit Challenge by La Vuelta. Elle est également deuxième des championnats d'Europe. Sur piste, elle devient championne du monde de poursuite par équipes avec l'Italie. Ellen van Dijk remporte le Bloeizone Fryslân Tour en début de saison. Surtout, elle prouve être la meilleure en contre-la-montre sur la saison, en battant le record de l'heure, puis remportant le titre national aux Pays-Bas, en étant seconde des championnats d'Europe avant de conserver son titre mondial et de remporter le Chrono des Nations. Elle s'impose aussi au Baloise Ladies Tour. Lucinda Brand, outre ses succès en cyclo-cross avec la victoire sur la Coupe du Monde et le Superprestige, gagne deux étapes et le classement général du Tour de Suisse. Audrey Cordon-Ragot obtient un doubler aux championnats de France. Elle gagne l'Open de Suède Vårgårda puis une étape du Simac Ladies Tour. Shirin van Anrooij confirme les espoirs placés en elle en étant meilleure jeune du Tour de France et régulièrement placée dans les grandes courses. Elisa Longo Borghini est troisième du classement UCI et deuxième du World Tour. Trek-Segafredo est deuxième des deux classements.

## Préparation de la saison

### Partenaires et matériel de l'équipe
Le fabricant de vélo Trek Bicycle Corporation est partenaire principal de l'équipe avec la marque de café Segafredo.

### Arrivées et départs

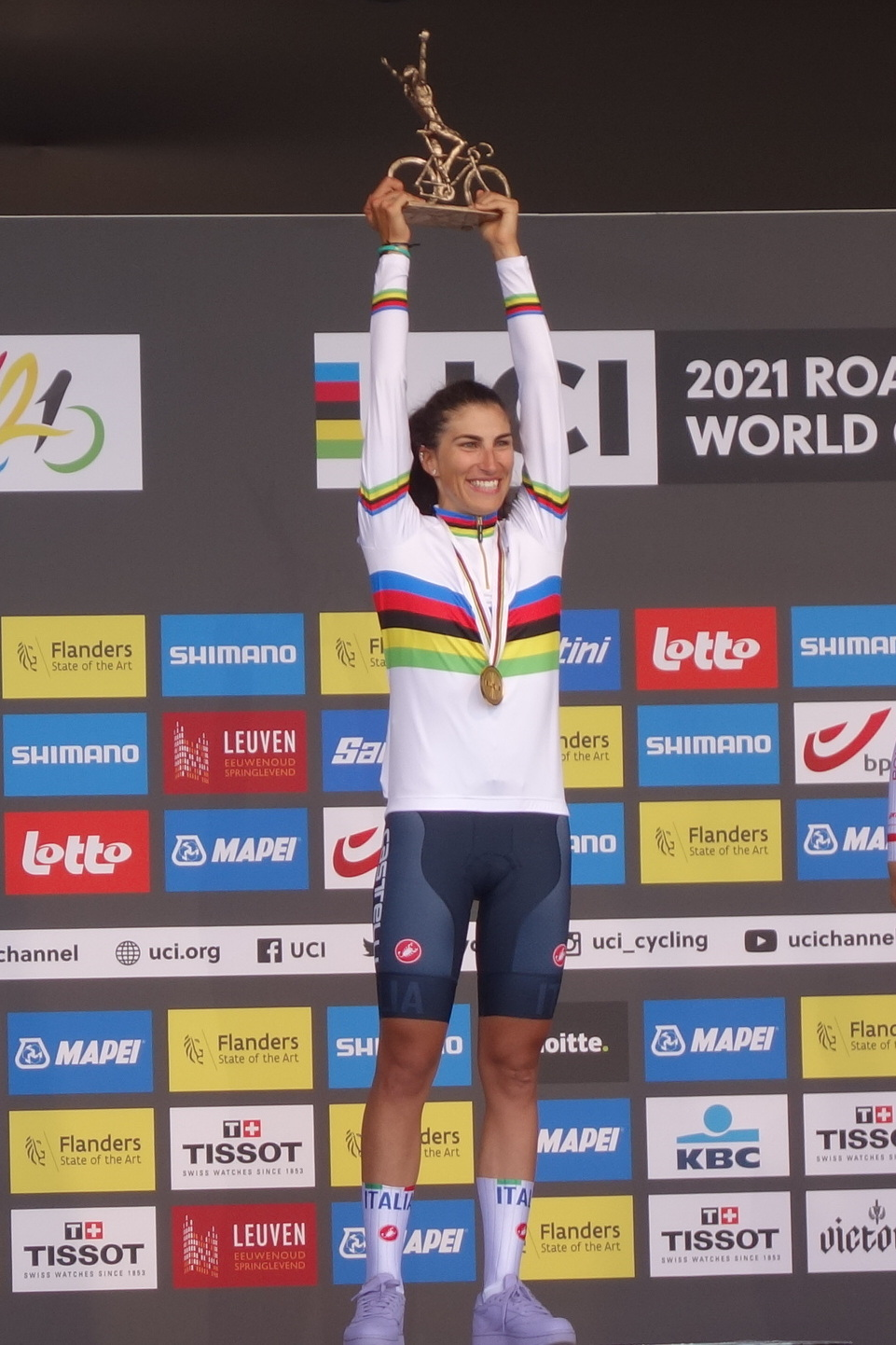
La championne du monde Elisa Balsamo rejoint l'équipe

L'effectif de l'équipe est globalement stable. Deux recrues de poids rejoignent l'équipe. Il s'agit de la championne du monde, sprinteuse, spécialiste de la piste et des classiques, Elisa Balsamo et la baroudeuse américaine Leah Thomas. Cela vient compenser le départ d'une autre baroudeuse américaine : Ruth Winder et de la capitaine de route germanique Trixi Worrack. Toutes deux prenant leur retraite. En février, Elizabeth Deignan fait savoir qu'elle de nouveau enceinte et donc manquera la saison.
| Arrivées      | Équipe 2021           |
| ------------- | --------------------- |
| Elisa Balsamo | Valcar-Travel Service |
| Leah Thomas   | Movistar              |

| Départs       | Équipe 2022 |
| ------------- | ----------- |
| Ruth Winder   | Retraite    |
| Trixi Worrack | Retraite    |

### Effectifs
| Effectif 2022            | Effectif 2022     | Effectif 2022 | Effectif 2022                        |
| Cycliste                 | Date de naissance | Pays          | Équipe précédente                    |
| ------------------------ | ----------------- | ------------- | ------------------------------------ |
| Elynor Bäckstedt         | 6 décembre 2001   | Royaume-Uni   | Storey Racing (2019)                 |
| Elisa Balsamo            | 27 février 1998   | Italie        | Valcar-Travel & Service (2021)       |
| Lucinda Brand            | 2 juillet 1989    | Pays-Bas      | Sunweb (2019)                        |
| Audrey Cordon-Ragot      | 22 septembre 1989 | France        | Wiggle High5 (2018)                  |
| Lizzie Deignan           | 18 décembre 1988  | Royaume-Uni   | Boels Dolmans (2018)                 |
| Amalie Dideriksen        | 24 mai 1996       | Danemark      | Boels Dolmans (2020)                 |
| Lauretta Hanson          | 29 octobre 1994   | Australie     | UnitedHealthcare Women's Team (2018) |
| Chloe Hosking            | 1 octobre 1990    | Australie     | Rally Cycling (2020)                 |
| Elisa Longo Borghini     | 10 décembre 1991  | Italie        | Wiggle High5 (2018)                  |
| Letizia Paternoster      | 22 juillet 1999   | Italie        | Astana Women's Team (2018)           |
| Leah Thomas              | 30 mai 1989       | États-Unis    | Movistar Team (2021)                 |
| Shirin van Anrooij       | 5 février 2002    | Pays-Bas      |                                      |
| Ellen van Dijk           | 11 février 1987   | Pays-Bas      | Sunweb (2018)                        |
| Tayler Wiles             | 20 juillet 1989   | États-Unis    | Trek-Drops (2018)                    |
|                          |                   |               |                                      |
| Source : ProCyclingStats |                   |               |                                      |

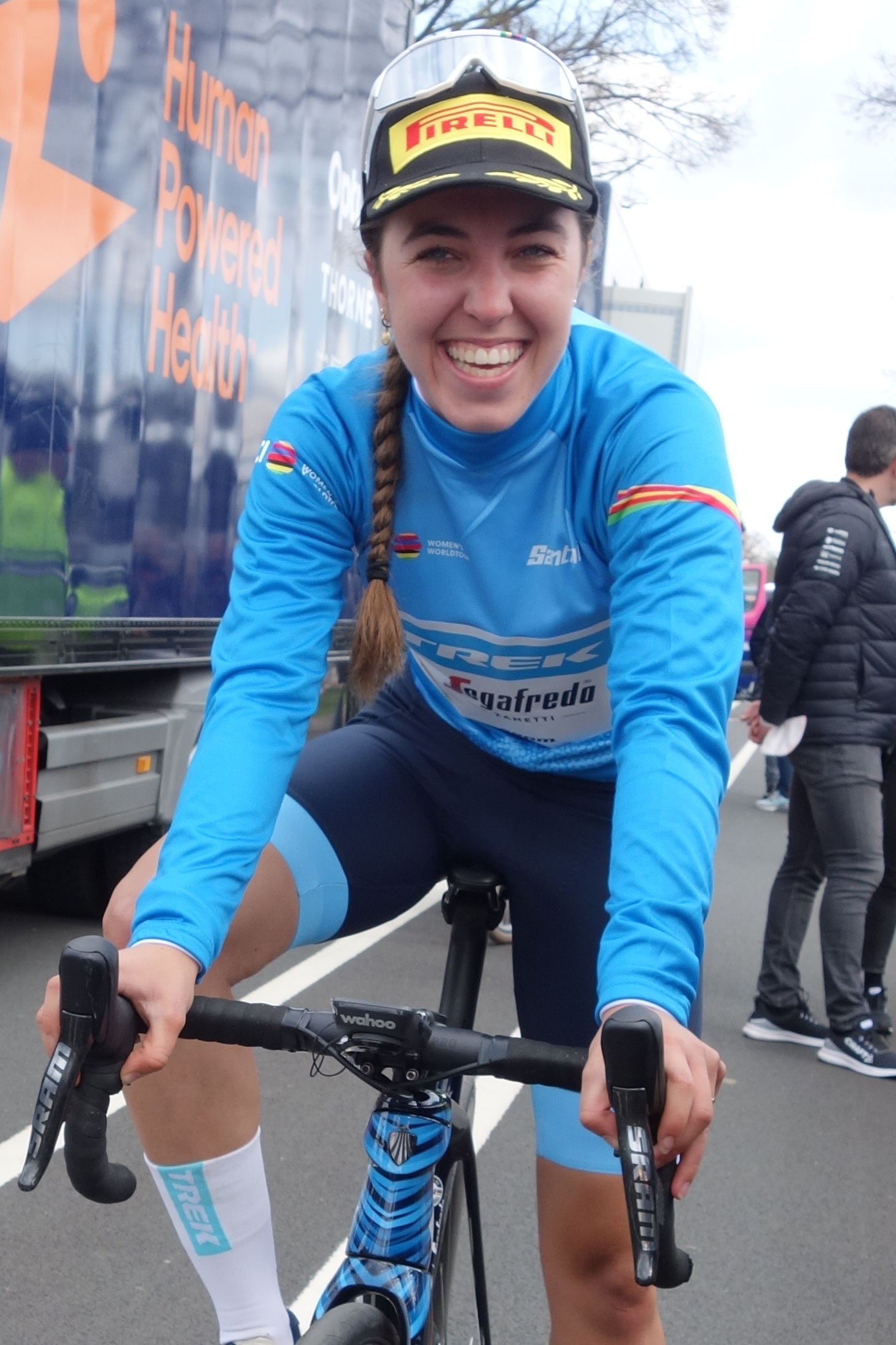
Shirin van Anrooij
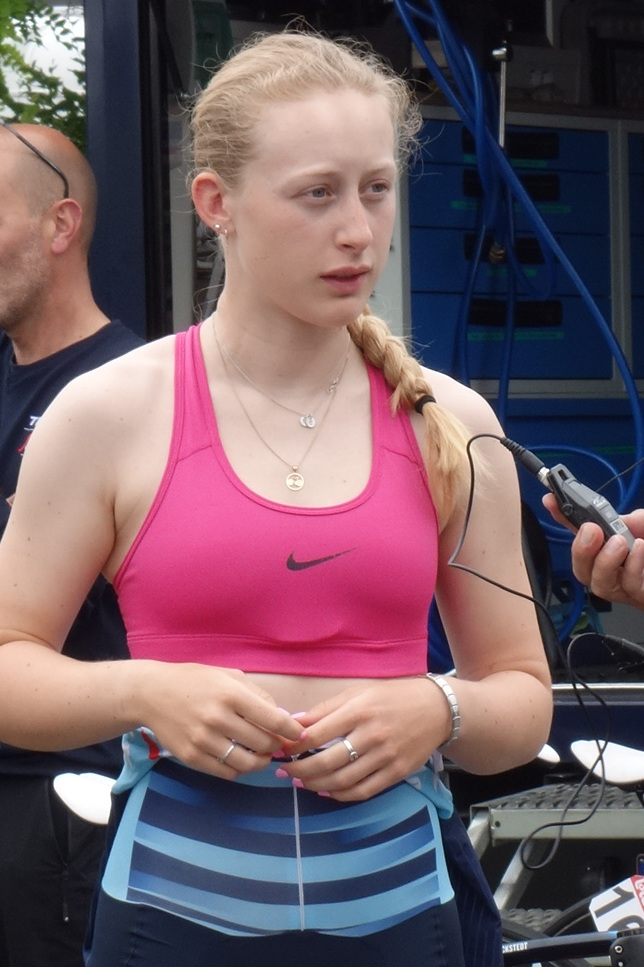
Elynor Bäckstedt en 2021
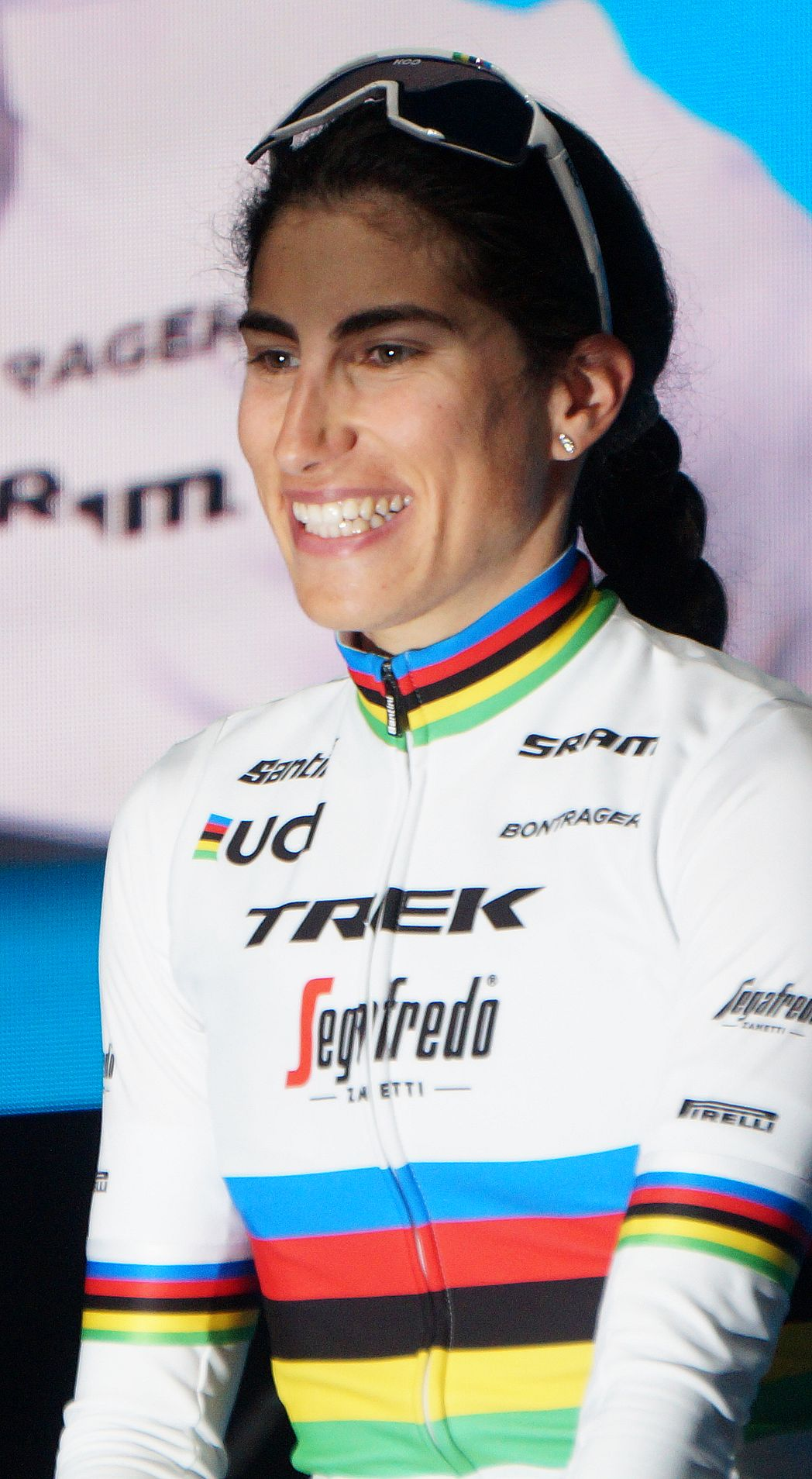
Elisa Balsamo
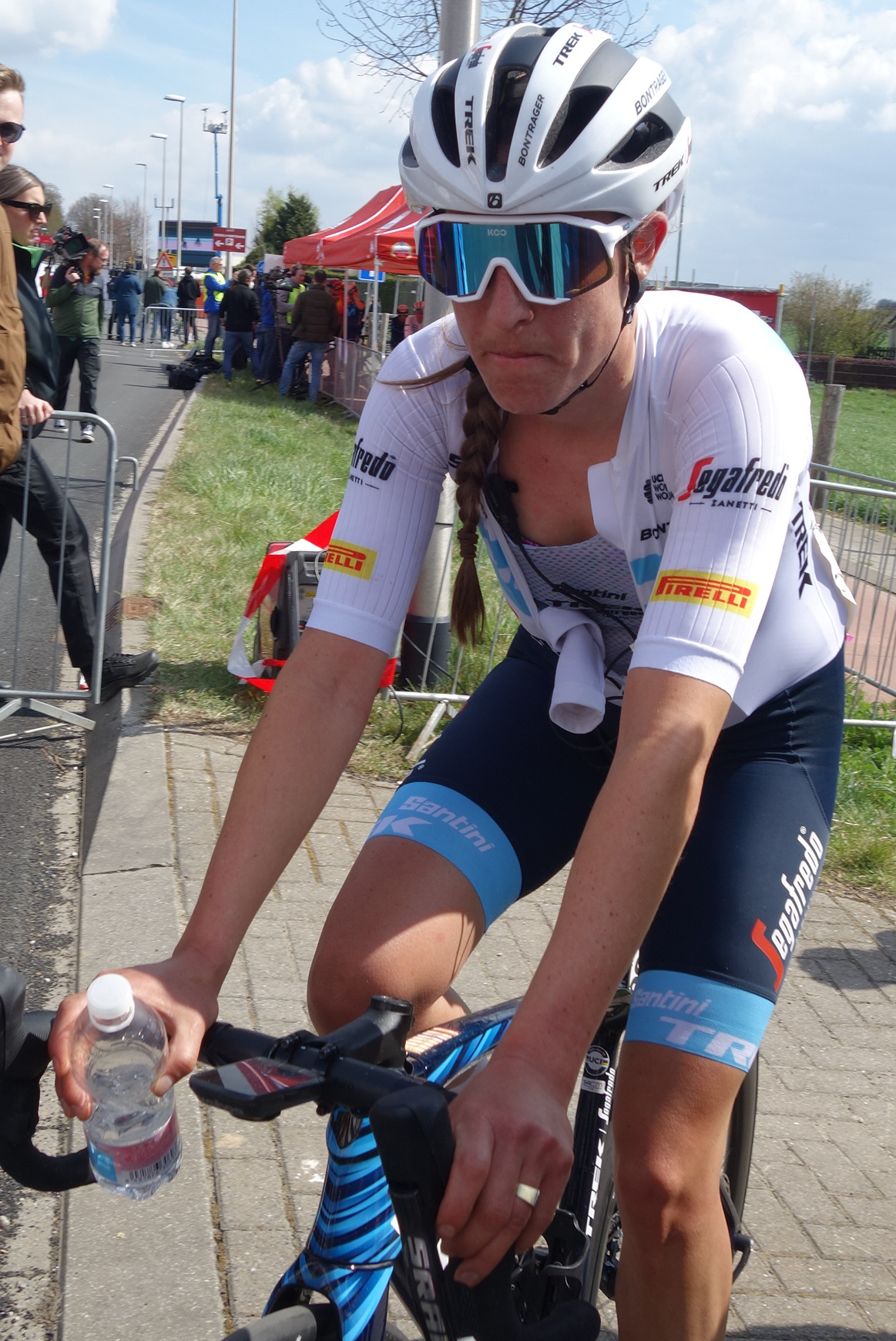
Lucinda Brand
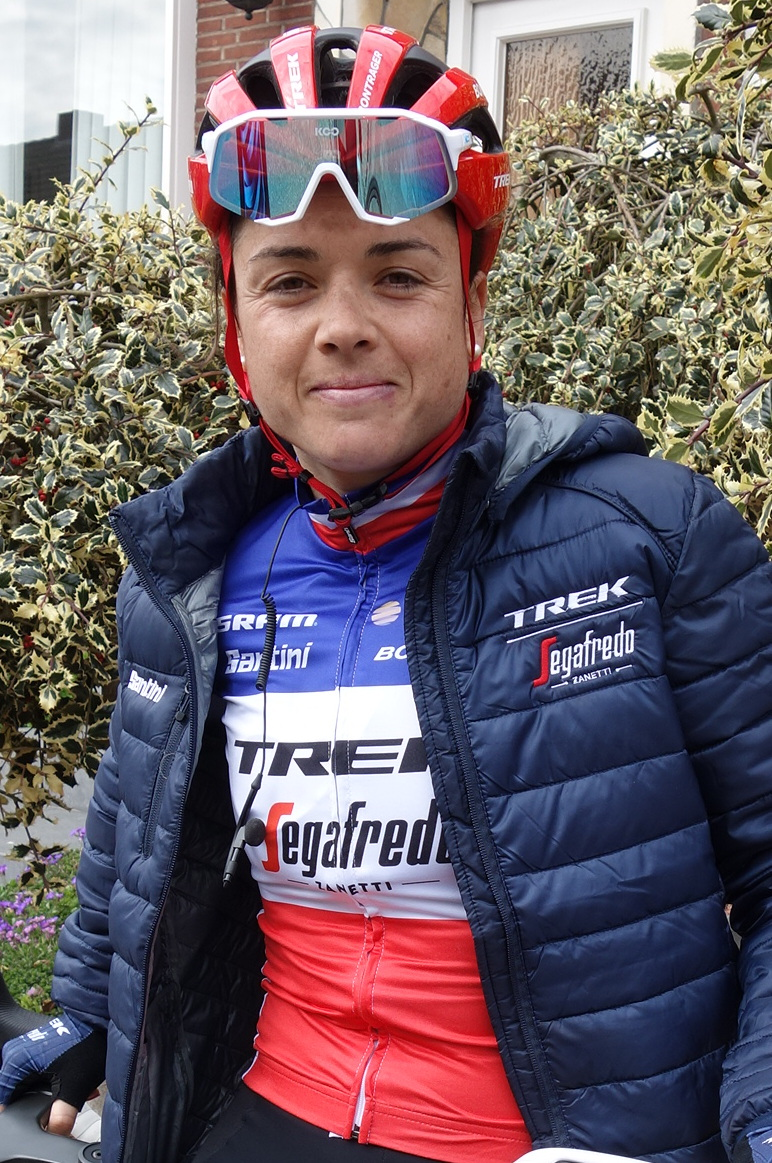
Audrey Cordon-Ragot en 2021
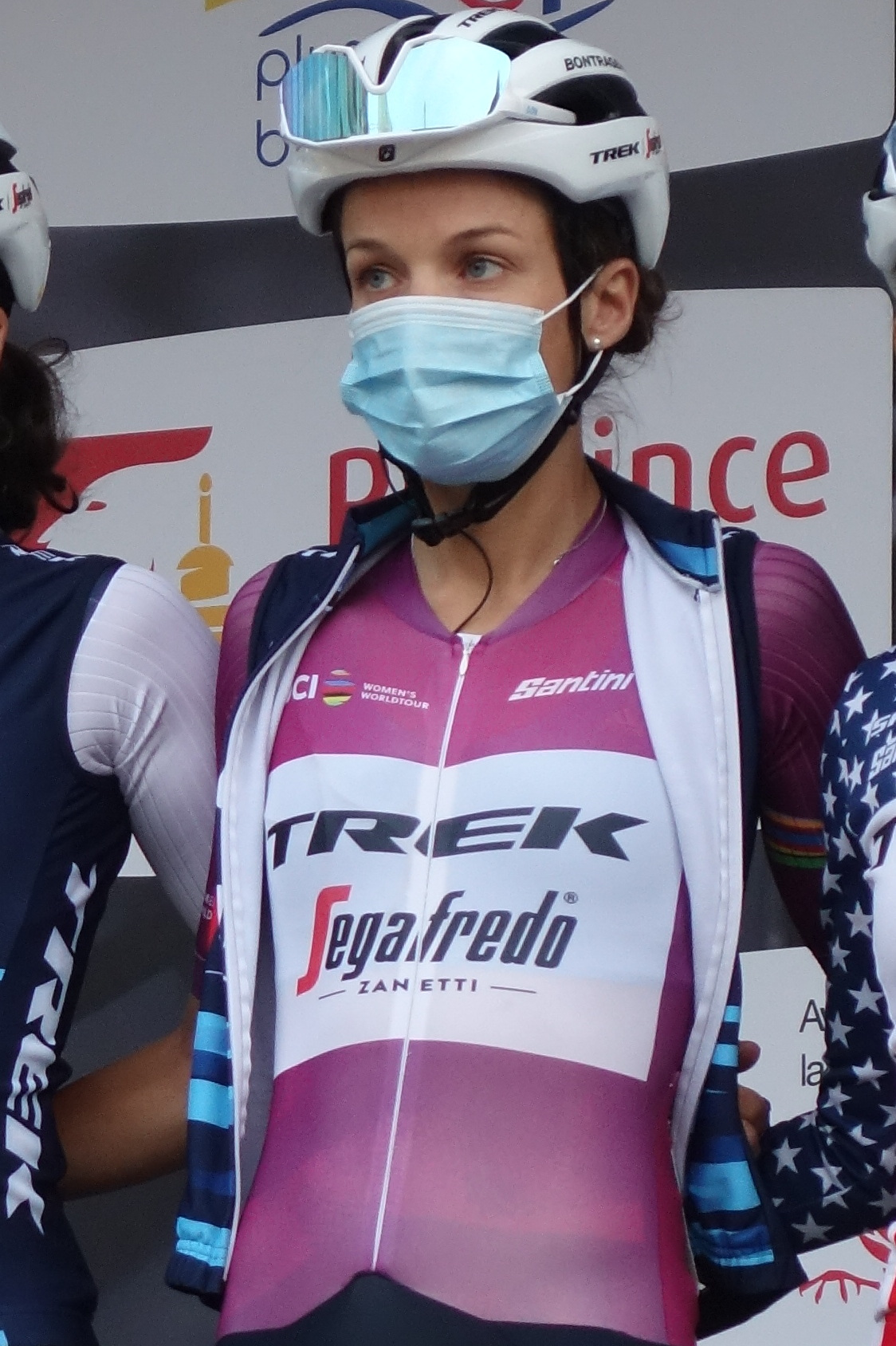
Lizzie Deignan en 2020
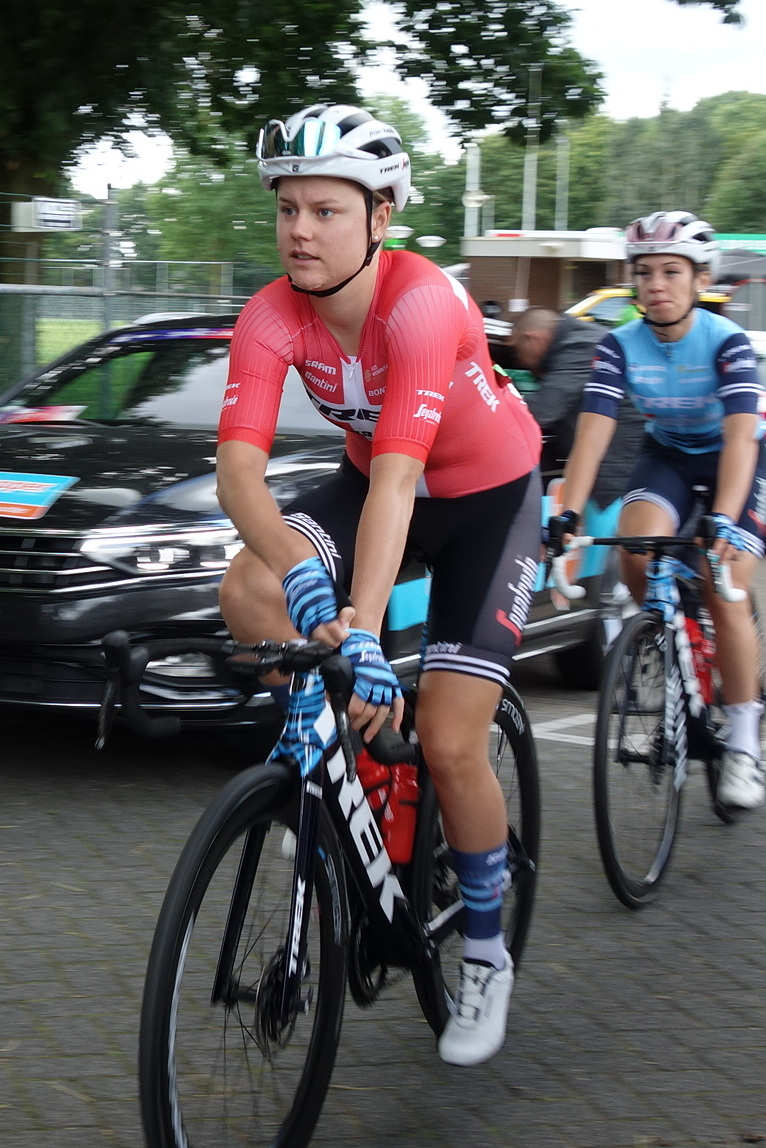
Amalie Dideriksen en 2021
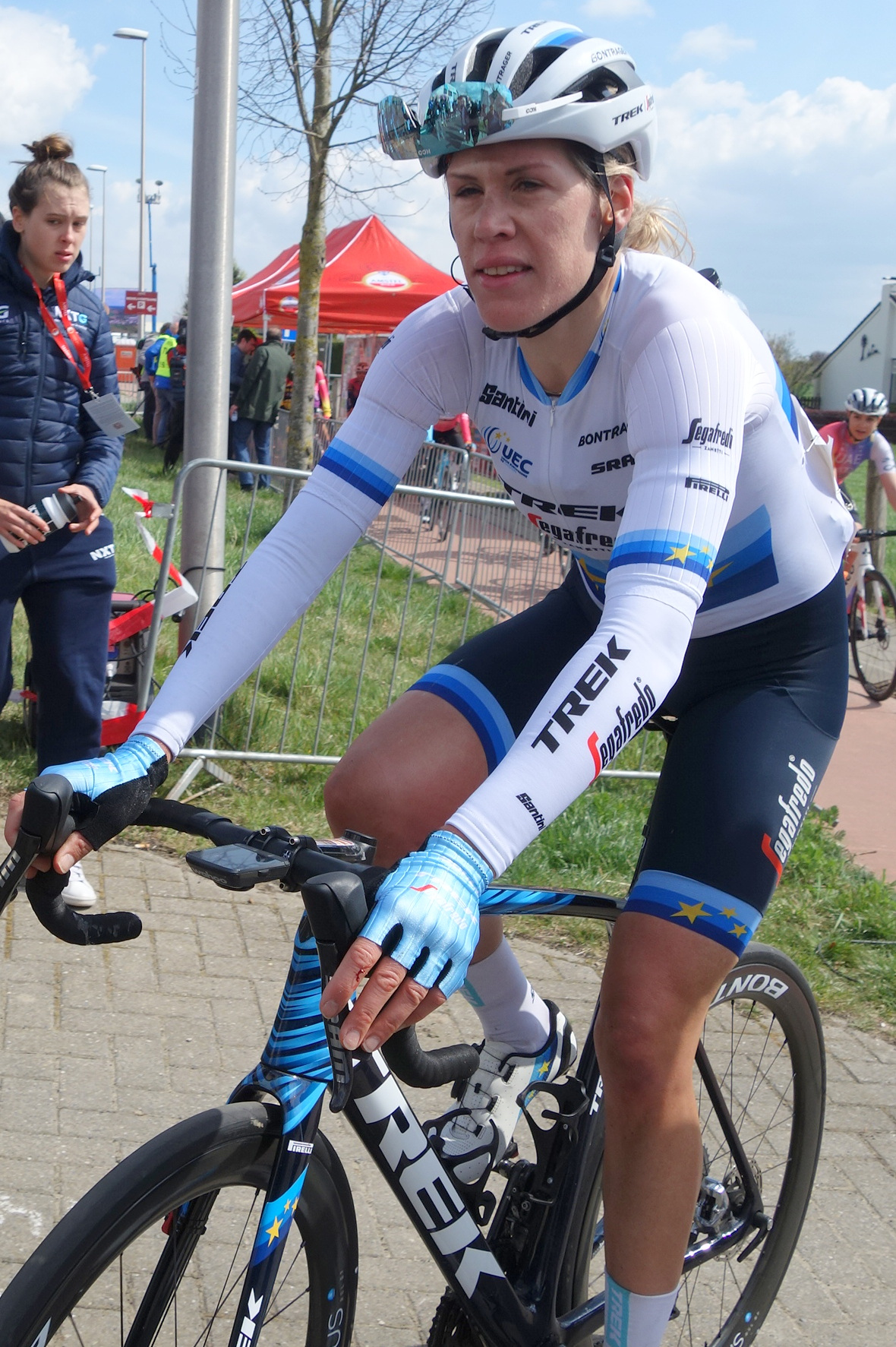
Ellen van Dijk
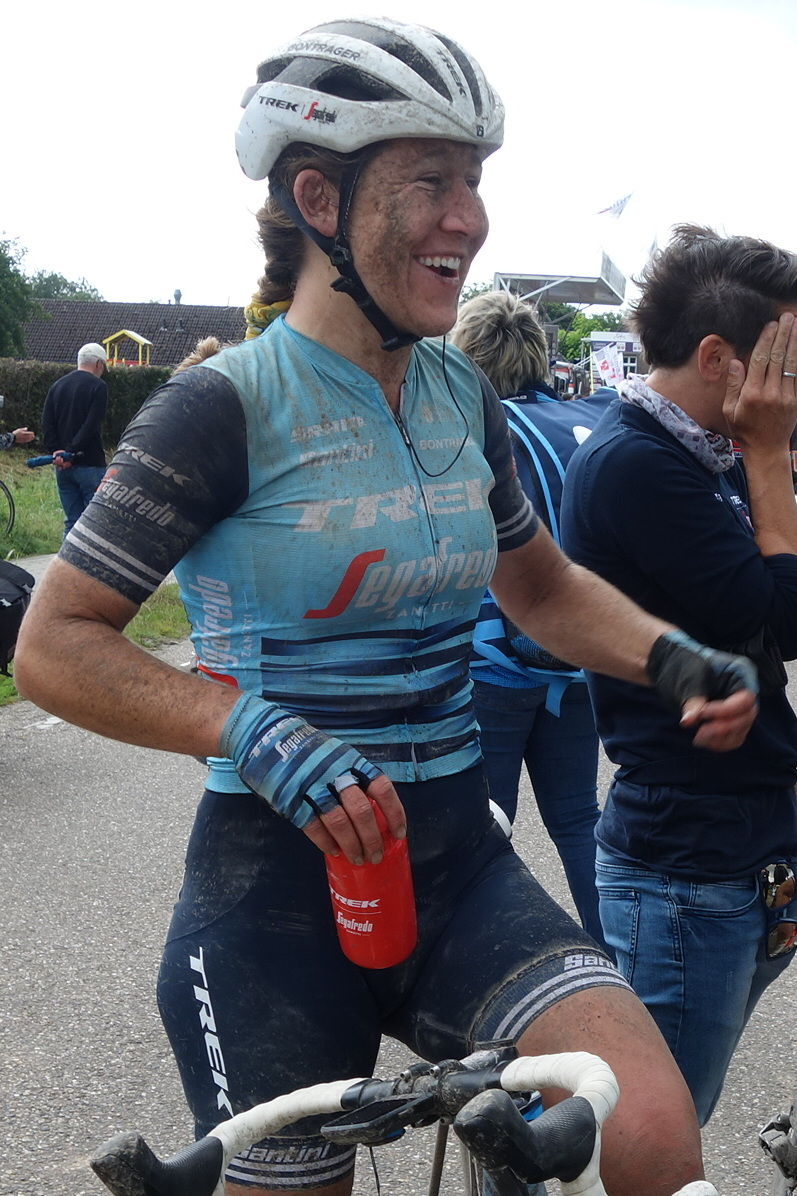
Lauretta Hanson en 2021
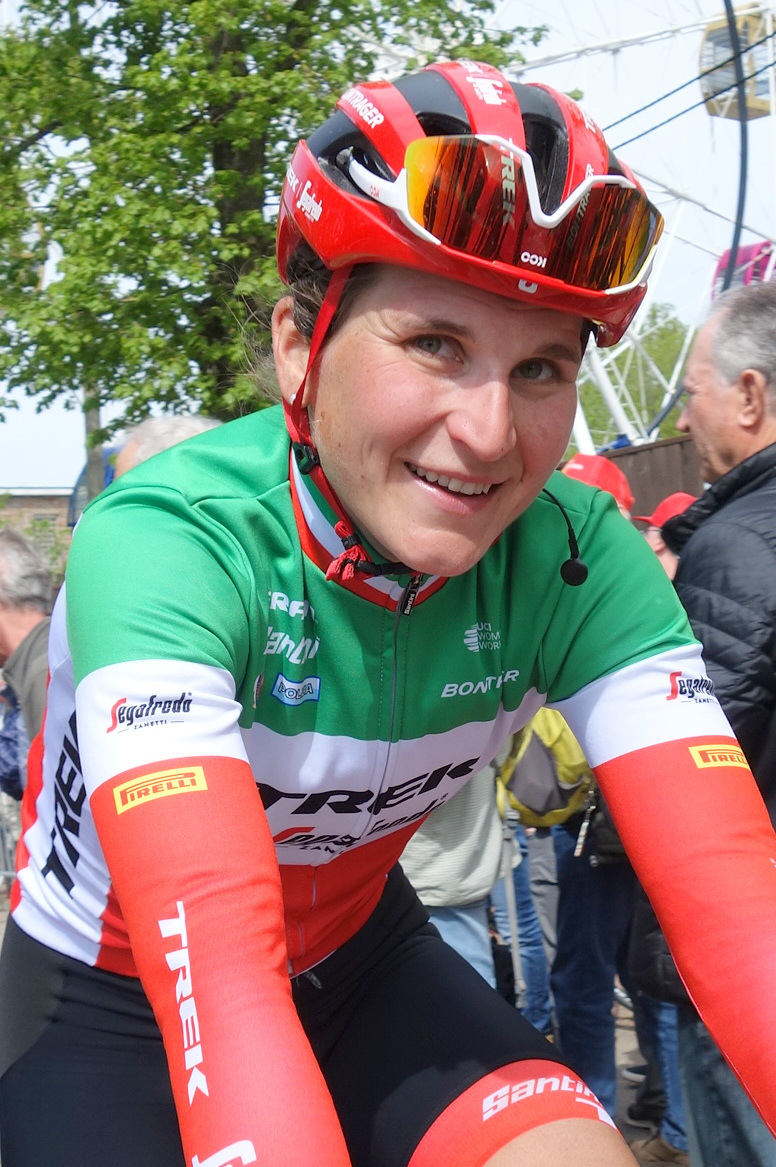
Elisa Longo Borghini
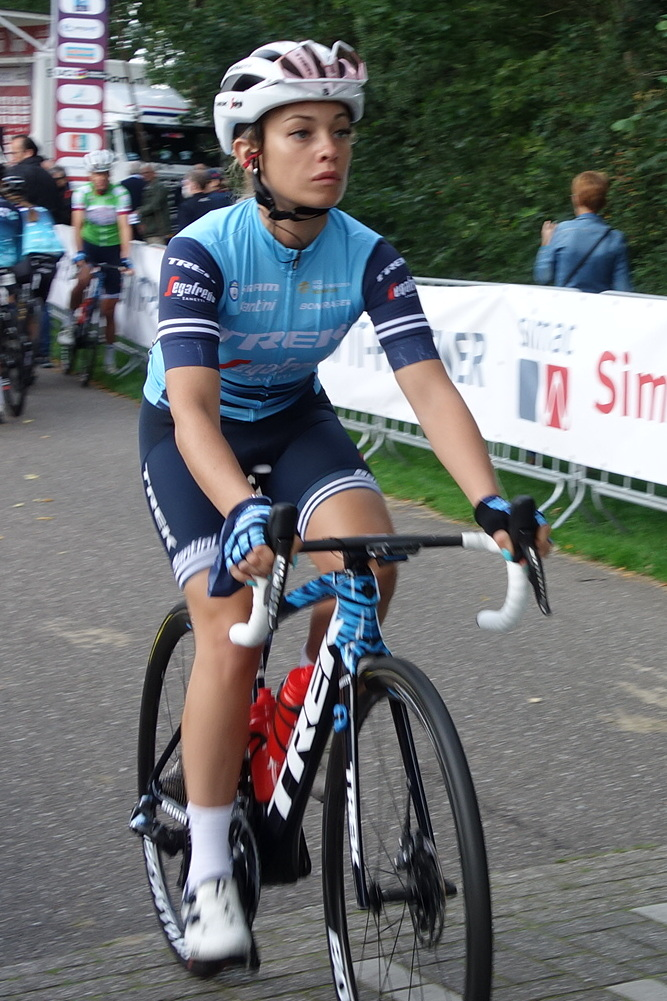
Letizia Paternoster en 2021
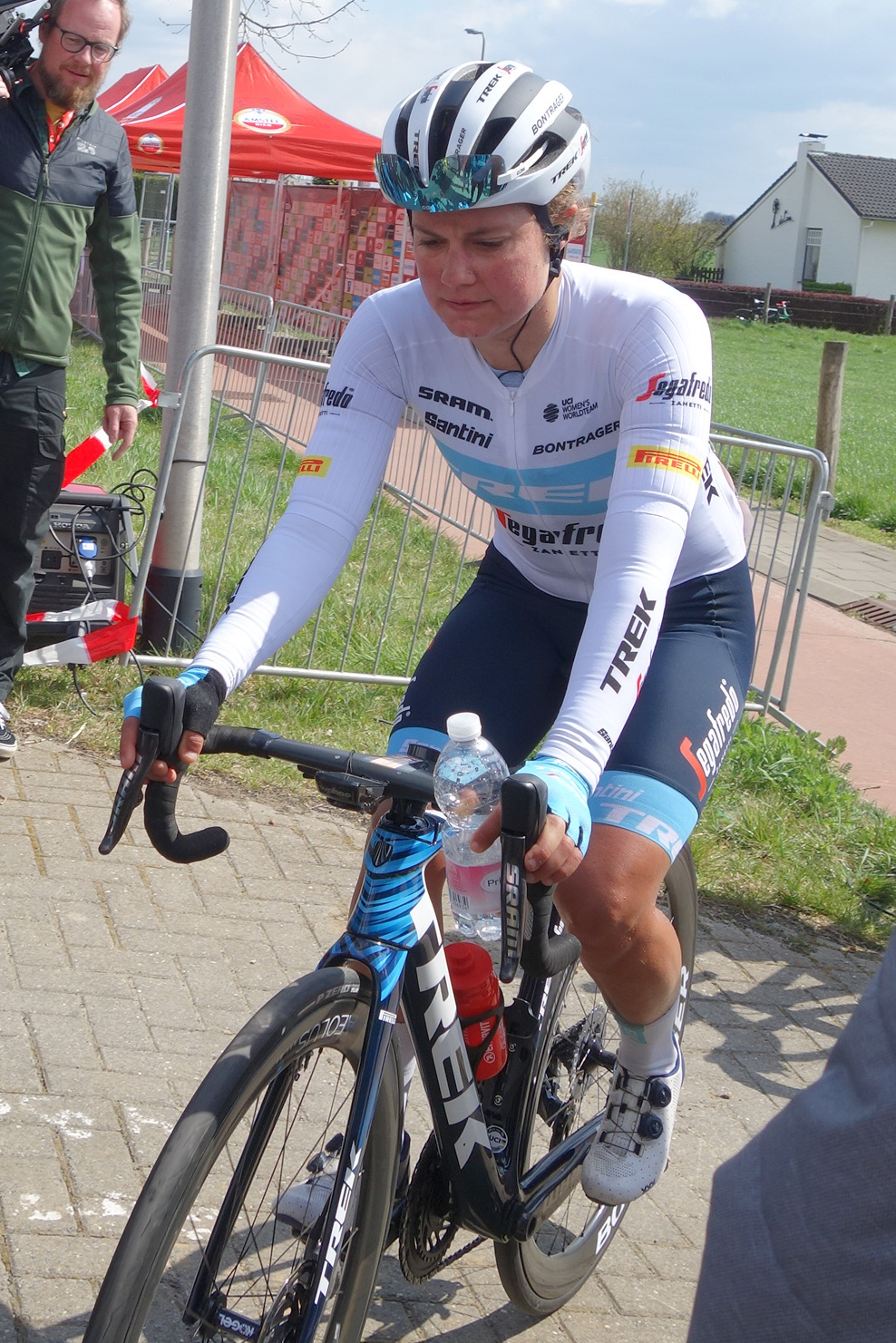
Leah Thomas
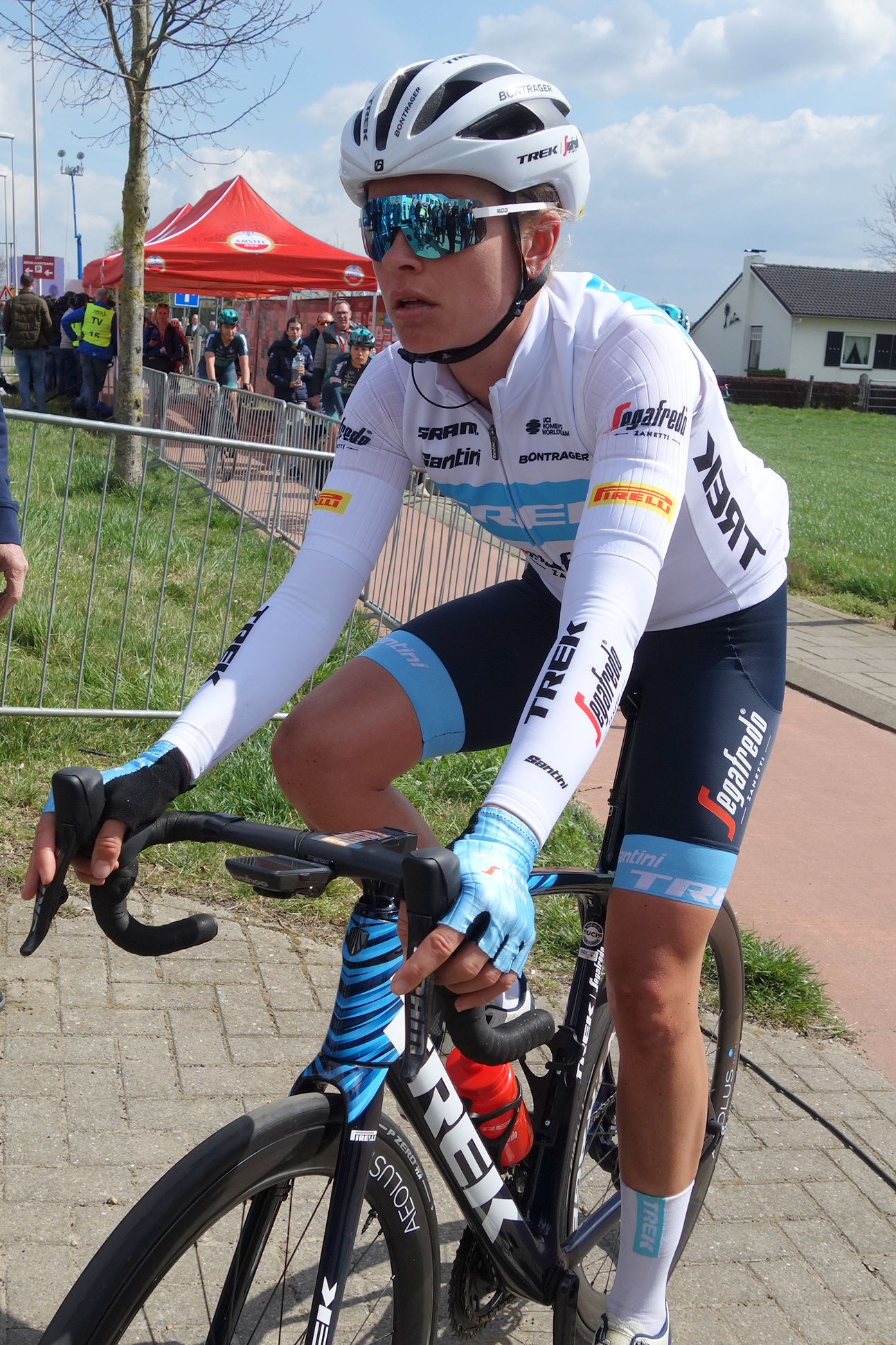
Tayler Wiles

### Encadrement
Ina-Yoko Teutenberg est la directrices sportives de l'équipe. Elle a pour assistant : Steven de Jongh, 
Markel Irizar Aramburu, Luc Meersman, Yaroslav Popovych, Gregory Rast et Paolo Slongo. Luca Guercilena en est la représentante auprès de l'UCI.

## Déroulement de la saison

### Janvier
En cyclo-cross, Lucinda Brand gagne en Coupe du Monde à Hulst et en Superprestige à Gavere. Elle remporte le classement général des deux compétitions. Elle est deuxième au championnat du monde.

### Février
À la Setmana Ciclista Valenciana, Elisa Balsamo gagne la première étape et Ellen van Dijk la seconde. Au Circuit Het Nieuwsblad, Elisa Balsamo est devancée par Lorena Wiebes dans le sprint pour la troisième place. À l'Omloop van het Hageland, Shirin van Anrooij se classe cinquième du sprint.

### Mars

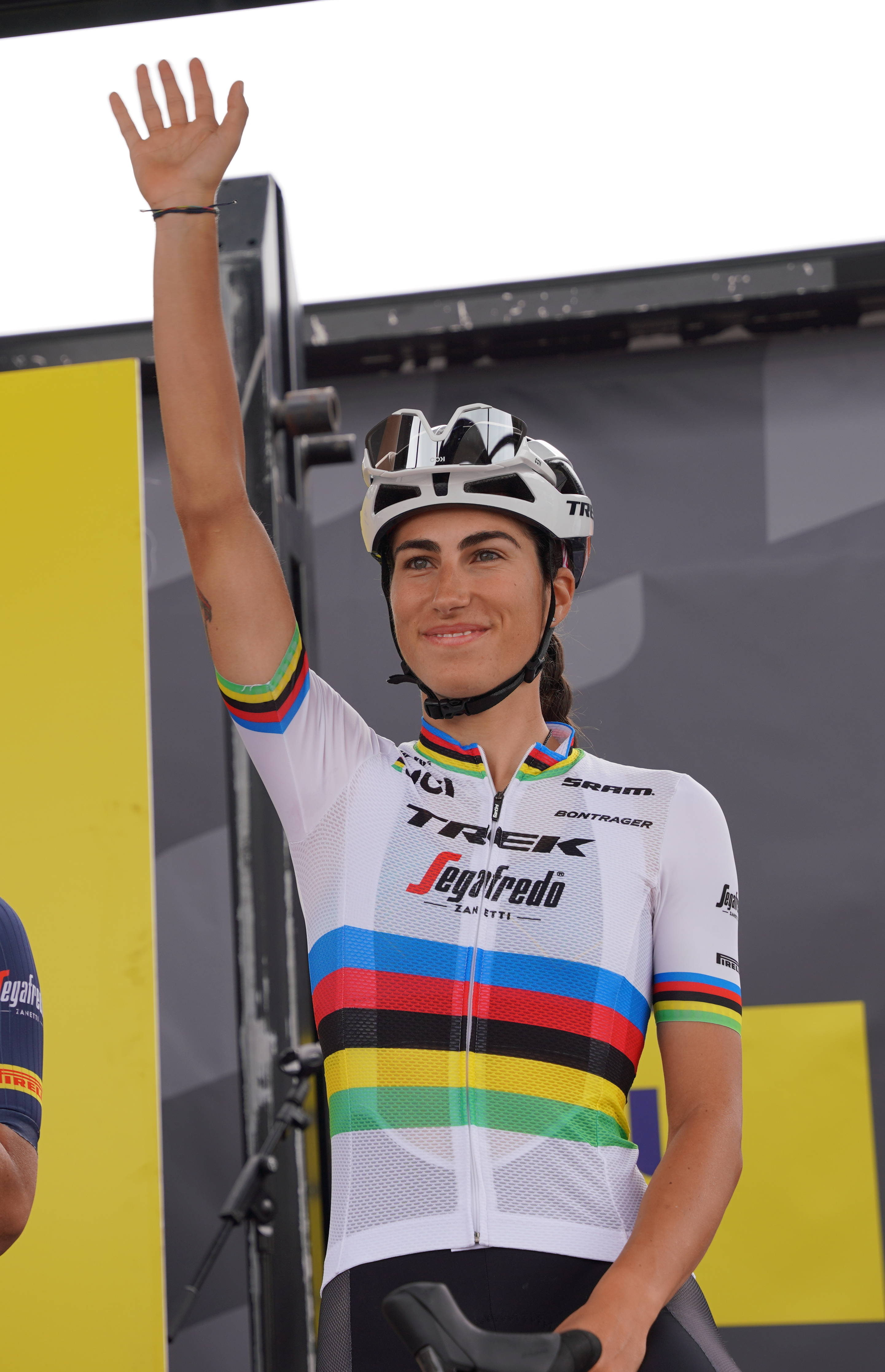
Elisa Balsamo, ici au Tour de France, connait un excellent mois de mars

Au Samyn des Dames, à six kilomètres de l'arrivée, Shirin van Anrooij passe à l'offensive. Elle est suivie par Vittoria Guazzini. Elles sont néanmoins reprises. Van Anrooij se classe septième. Au Bloeizone Fryslân Tour, Ellen van Dijk gagne le contre-la-montre inaugural. Chloe Hosking est deuxième du sprint le lendemain. La dernière étape ne modifiant pas le classement général, Ellen van Dijk remporte l'épreuve.
Aux Strade Bianche, Elisa Longo Borghini se montre active. Elle est la mieux classée à la huitième place. Au Tour de Drenthe, Lorena Wiebes devance Elisa Balsamo au sprint.
Au Trofeo Alfredo Binda-Comune di Cittiglio, Elisa Longo Borghini suit les attaques. Trek-Segrafredo contrôle la course qui se conclut au sprint. Elisa Balsamo finit le travail en s'imposant. Elle confirme sa bonne forme à la Classic Bruges-La Panne où elle gagne le sprint devant Lorena Wiebes. À Gand-Wevelgem, dans le deuxième passage du Baneberg, Chantal van den Broek-Blaak, Sofia Bertizzolo, Elisa Longo Borghini et Julie De Wilde tentent, mais sont immédiatement reprises. Dans l'ascension finale du Kemmel, Grace Brown accélère, emmenant Elisa Longo Borghini. Le peloton se reforme aussitôt. Le peloton se scinde en deux aux douze kilomètres. Ellen van Dijk, présente à l'avant, se laisse lâcher pour aider la poursuite. La jonction s'opère à sept kilomètre de la ligne. Au sprint, Elisa Balsamo s'impose devant Marianne Vos.

### Avril

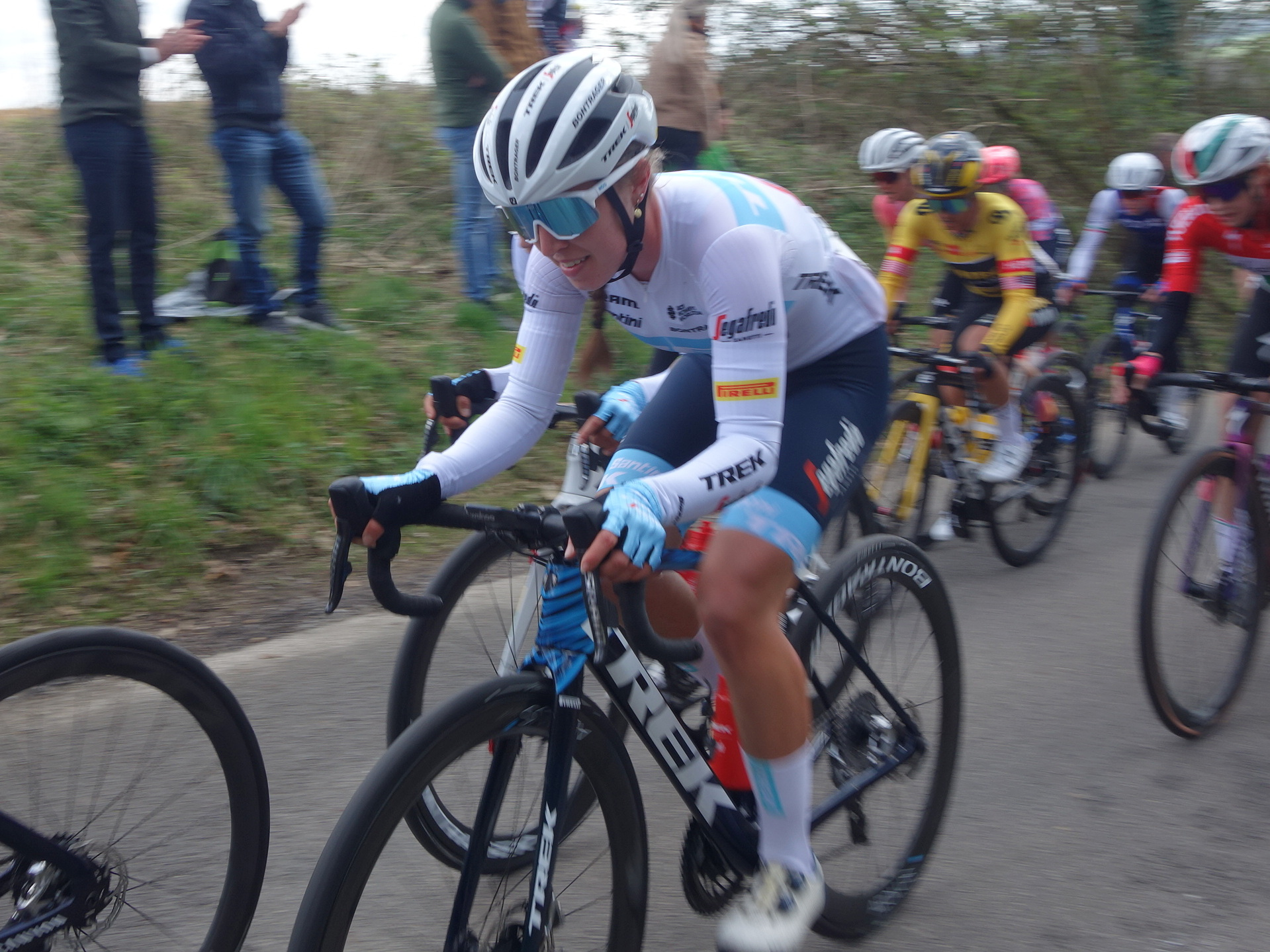
Shirin van Anrooij à l'Amstel Gold Race

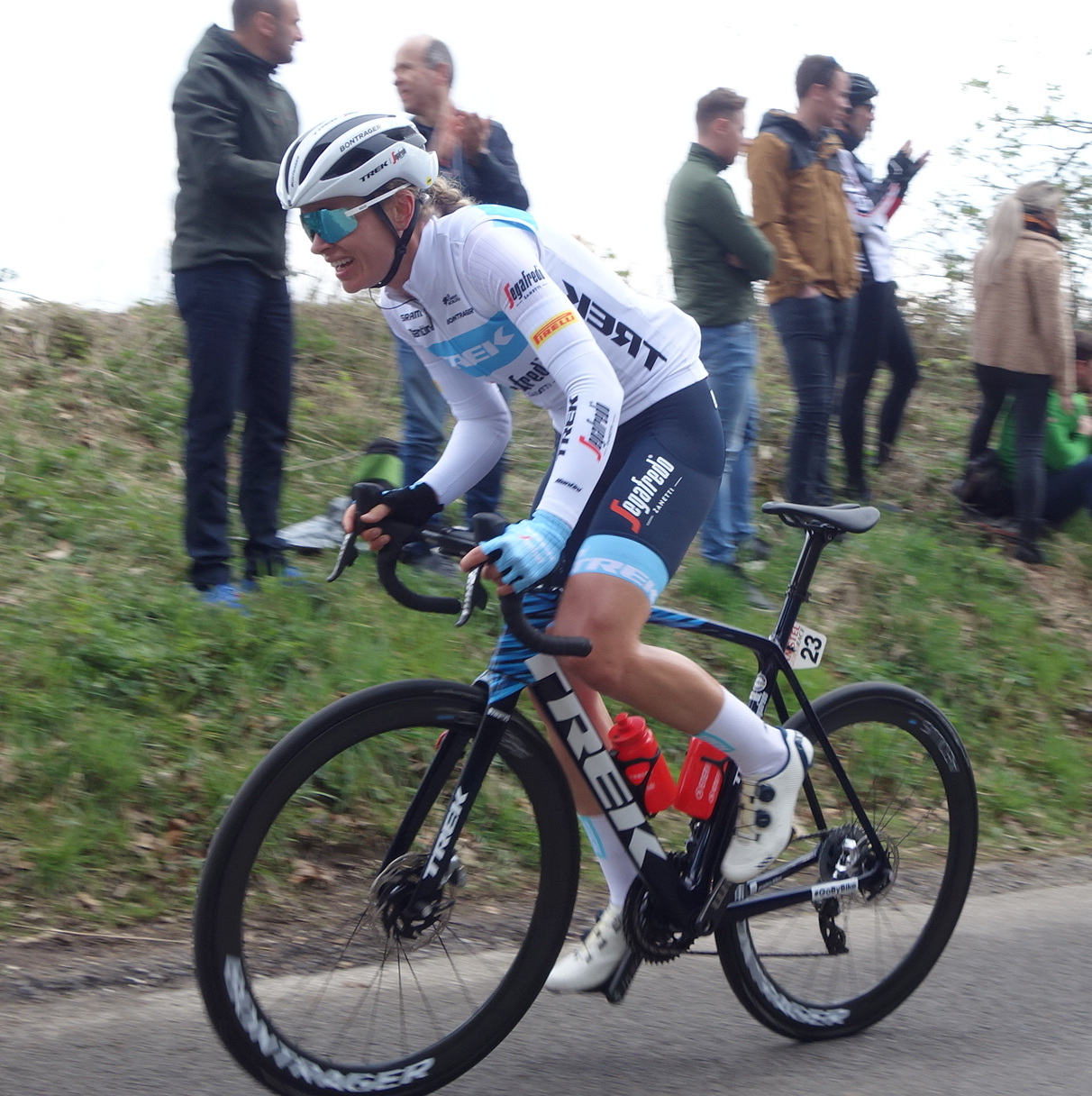
Tayler Wiles à l'Amstel Gold Race

Au Tour des Flandres, l'équipe ne pèse pas sur la course. À l'Amstel Gold Race, Elisa Balsamo se classe huitième. À Paris-Roubaix, sur le secteur d'Auchy les Orchies, Lotte Kopecky attaque avec Marta Bastianelli. Elles sont rapidement rejointes par Lucinda Brand. Derrière, Elisa Balsamo est victime d'une crevaison. En tenant trop longtemps le bidon que lui tend son directeur sportif en voiture, elle est disqualifiée. Le trio de tête est repris. Entre les deux secteurs de Templeuve, Elisa Longo Borghini accélère emmenant avec elle Elena Cecchini et Emma Norsgaard. Dans le second secteur, elle les distance et va s'imposer en solitaire.
À la Flèche wallonne, Leah Thomas fait partie de l'échappée qui est reprise. Dans le mur, Elisa Longo Borghini prend la sixième place. À Liège-Bastogne-Liège, Leah Thomas fait de nouveau partie du groupe de tête. Elisa Longo Borghini fait partie du groupe de poursuite derrière Annemiek van Vleuten et se classe cinquième. 

### Mai
Sur le Tour du Pays basque, Shirin van Anrooij est échappée sur la deuxième étape. Le lendemain, à vingt-cinq kilomètres de l'arrivée, Jeanne Korevaar et Shirin van Anrooij prennent quelques secondes d'avance. Elles reviennent sur Coston à dix-neuf kilomètres du but. Dans la montée du Murgil Tontorra, Shirin van Anrooij distance ses compagnons d'échappée. Elle est reprise par un groupe de huit favorites à trois cent mètres du sommet. Elle est finalement cinquième de l'étape. Au Tour de Burgos, Lucinda Brand est échappée sur la troisième étape, mais elle est reprise. Sur la difficile quatrième étape, Shirin van Anrooij est septième. Elle prend la sixième place du classement général.
Le 23 mai 2022, Ellen van Dijk bat le record de l'heure féminin détenu par Joscelin Lowden depuis septembre 2021, en parcourant la distance de 49,254 km sur le vélodrome de Granges en Suisse.
À RideLondon-Classique, Elisa Balsamo est deuxième du sprint des premières et troisième étapes, à chaque fois derrière Lorena Wiebes,.

### Juin

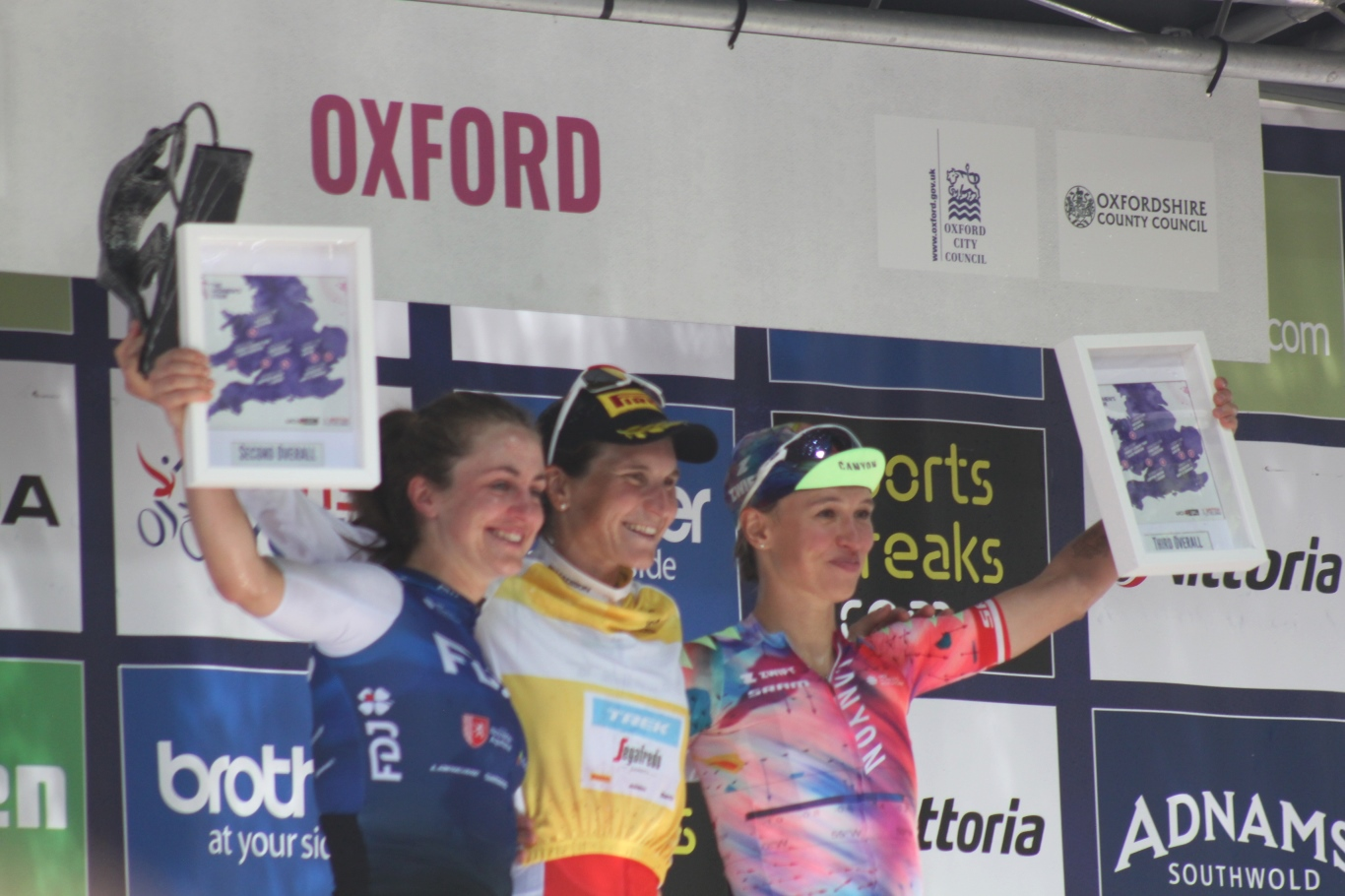
Podium du Women's Tour

Au Women's Tour, dans la montée de Cinderford sur la troisième étape, Katarzyna Niewiadoma attaque avec notamment Elisa Longo Borghini. Ce groupe est finalement constitué de dix-sept coureuses et est repris. Elisa Longo Borghini se classe cinquième du sprint. Le lendemain, dans la côte d'Hirnant Bank, six coureuses dont Longo Borghini se détachent. Quatre autres coureuses dont Ellen van Dijk reviennent ensuite. Cette dernière est victime ensuite d'un incident mécanique. À cinq kilomètres de l'arrivée, Brown attaque. Niewiadoma et Longo Borghini partent en chasse. Elles reviennent à deux kilomètres et demi de la ligne. Au sprint, Brown s'impose. Lors de l'étape reine vers la Black Mountain, Ellen van Dijk fait partie de l'échappée. Il y a regroupement et tout se joue dans la dernière ascension. Ellen van Dijk imprime le rythme et réduit la taille du peloton. Le vent de face a un effet dissuasif sur les attaques dans cette ascension régulière, et Longo Borghini ne tente qu'à deux kilomètres et demi du sommet. Les attaques se succèdent alors, mais aucune ne parvient à faire la différence. Longo Borghini gagne le sprint. Elisa Longo Borghini et Grace Brown étant dans la même seconde au classement général, les bonifications sont décisives dans la dernière étape. Dans le sprint intermédiaire qui suit, Elisa Longo Borghini se fait devancer par Brown qui prend trois secondes d'avance. Dans le sprint final, Elisa Longo Borghini parvient à se classer troisième et obtient ainsi des bonifications qui lui permettent de s'imposer au classement général.
Au Tour de Suisse, dans la première étape, un trio se forme en tête avec Lucinda Brand, Clara Koppenburg et Pauliena Rooijakkers à vingt-sept kilomètres de la ligne. Brand remporte néanmoins le sprint et devient la première leader du classement général. Elle est quatrième du contre-la-montre le lendemain et cède son maillot à Kristen Faulkner. Sur la troisième étape, Elisa Balsamo gagne le sprint en côte avec une très faible marge face à Evita Muzic. Dans l'ultime étape, Lucinda Brand et Jolanda Neff attaquent dans la descente. Brand prend ainsi de précieuses secondes de bonification au sprint intermédiaire. Neff et Brand compte cinquante secondes d'avance sur le groupe Faulkner au pied de la montée finale. Peu après, Brand distance Neff. Derrière, Faulkner et Rooijakkers ne ménagent pas leurs efforts. Faulkner revient sur Brand juste avant la flamme rouge. Dans le dernier virage, Faulkner chute néanmoins. Lucinda Brand remporte ainsi l'étape et la course.
Lors des championnats nationaux, Audrey Cordon-Ragot effectue le doublé route-chrono. En Italie, Elisa Longo Borghini gagne le contre-la-montre, tandis qu'Elisa Balsamo gagne sur route. Ellen van Dijk s'impose en contre-la-montre aux Pays-Bas.

### Juillet

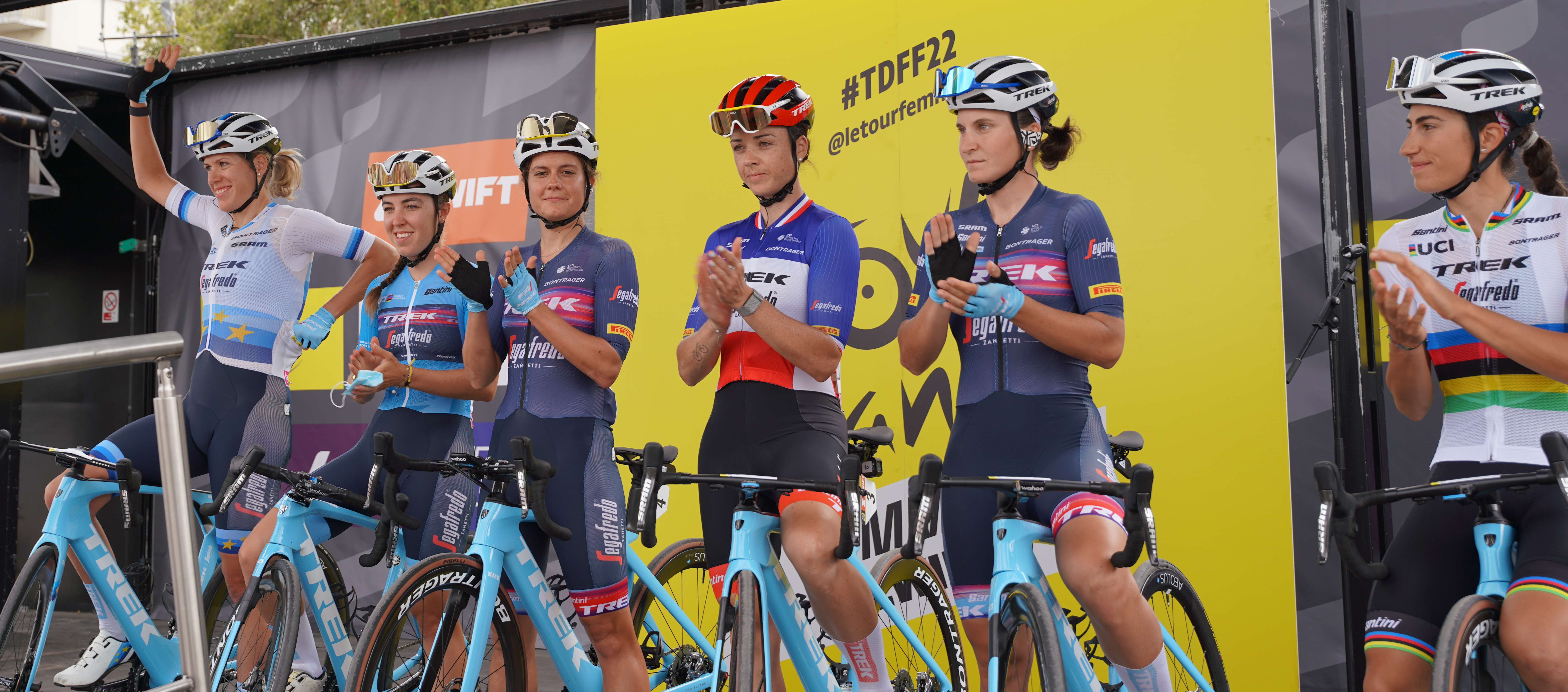
Tour de France femmes.

Au Tour d'Italie, Elisa Balsamo est troisième du contre-la-montre inaugural. Le lendemain, elle s'impose au sprint,. Sur la troisième étape, elle est devancée par Marianne Vos et Charlotte Kool,. Sur la quatrième étape, Annemiek van Vleuten, Maví García et Marta Cavalli s'échappent à près de cinquante kilomètres de l'arrivée. Elles prennent près de cinq minutes d'avance sur leurs poursuivantes. Elisa Longo Borghini est sixième,. Elisa Balsamo remporte la cinquième étape au sprint. Dans le final de la sixième étape, Lucinda Brand accélère afin de préparer l'attaque d'Elisa Longo Borghini. Marianne Vos la marque néanmoins et elle se classe neuvième dans le sprint. Dans la première étape de montagne, Elisa Longo Borghini fait partie des meilleures derrière le duo Van Vleuten-Cavalli. Elle se classe cinquième. Le lendemain, Elisa Longo Borghini prend la troisième place et reprend une minute trente sur Mavi Garcia, lui redonnant l'espoir d'un podium. Sur la neuvième étape, l'Italienne répète les attaques sur l'Espagnole. Elle revient sur Van Vleuten et Cavalli, puis mène le rythme pour creuser l'écart. Elle reprend plus de deux minutes à Mavi Garcia, mais ne parvient pas à la dépasser au classement général. Elisa Balsamo est quatrième de la dernière étape. Elisa Longo Borghini termine à la quatrième place du classement général.
Au Baloise Ladies Tour, Ellen van Dijk, locale de l'étape, remporte le prologue . Lorena Wiebes prend la tête du classement général le lendemain. Ellen van Dijk est deuxième d sprint sur la deuxième étape. Letizia Paternoster est troisième du sprint sur l'étape suivante. Ellen van Dijk remporte ensuite le contre-la-montre, reprenant définitivement la tête du classement général. Elle est également meilleure Néerlandaise. 
Au Tour de France, sur la deuxième étape, Elisa Balsamo et Elisa Longo Borghini font partie du groupe d'échappée qui sort après le sprint intermédiaire de Provins en compagnie de Marianne Vos. Elisa Balsamo est lâchée dans le final et Longo Borghini se classe quatrième. Le lendemain, elle suit les meilleures dans le final et prend la cinquième place. Dans la cinquième étape, Elisa Balsamo est seulement devancée au sprint par Lorena Wiebes. Le jour suivant, Audrey Cordon-Ragot fait partie de l'échappée. Elle est reprise. Au sprint, Elisa Balsamo est quatrième. Dans la première étape de montagne, Annemiek van Vleuten attaque dès le pied de la première difficulté. Elisa Longo Borghini ne peut suivre Van Vleuten et Demi Vollering, mais devance le reste des favorites. Elle reste longtemps intercallée, mais la plaine lui est fatale et elle est reprise par les autres favorites qui la distance dans l'ascension finale. Elle se classe septième de l'étape. Shirin van Anrooij, arrivée dix-septième, prend le maillot de meilleure jeune. Dans l'ultime étape, tout se joue dans la montée finale. Elisa Longo Borghini y prend la sixième place. C'est également sa place au classement général final. Shirin van Anrooij est la meilleure jeune.

### Août

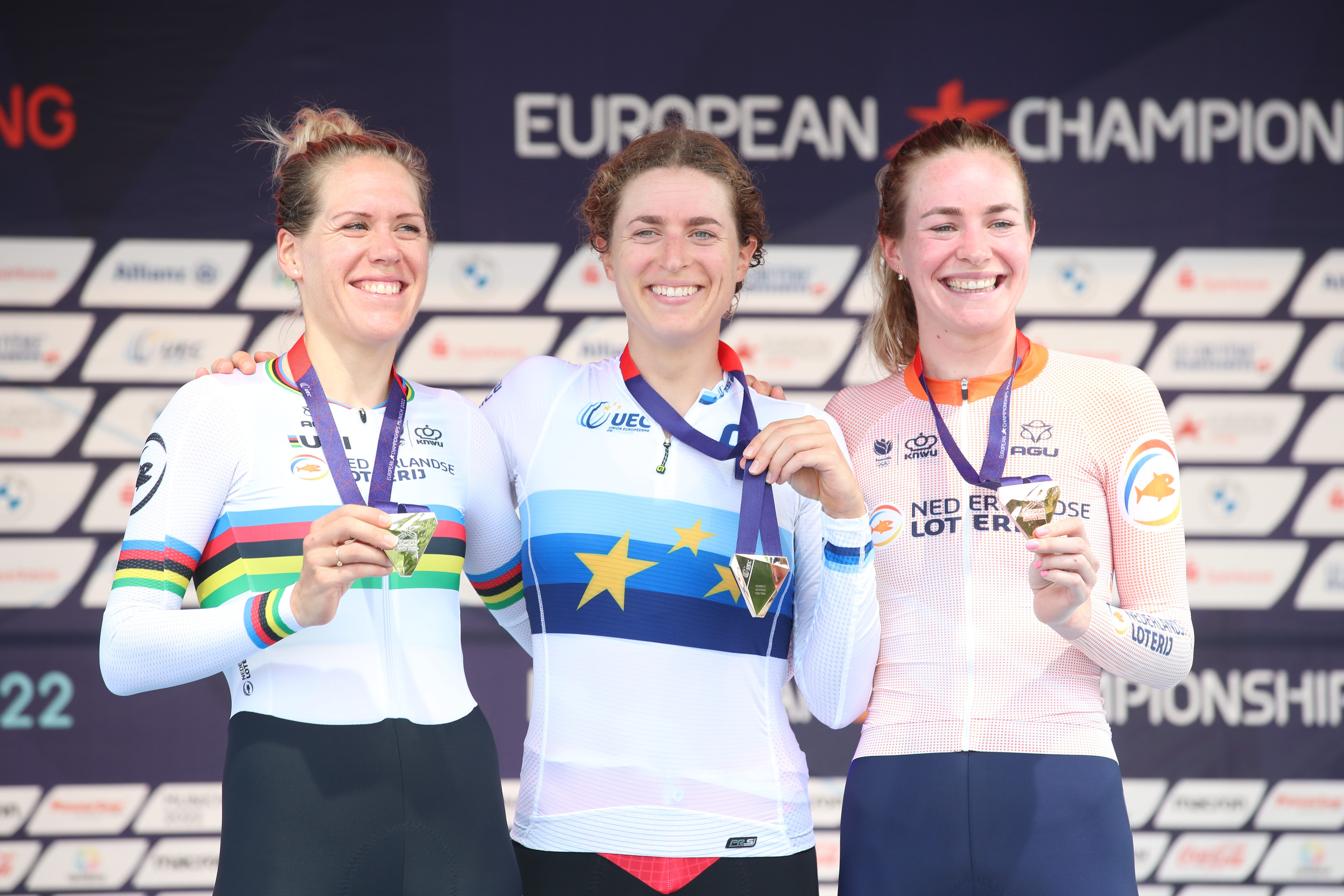
Podium du championnat d'Europe du contre-la-montre

Au contre-la-montre par équipes de l'Open de Suède Vårgårda, Trek-Segafredo perd très rapidement Lauretta Hanson sur creuvaison puis Chloe Hosking avant la mi-parcours. Sur le trajet retour, effectué vent de face, Amalie Dideriksen ne prend plus de relais. Malgré ces obstacles, la formation réalise le meilleur temps. Sur la course en ligne, dans l'avant-dernier tour, Ellen van Dijk accélère, cela combinée à une attaque d'Audrey Cordon-Ragot, provoque la formation d'un groupe de tête d'environ vingt coureuses. À treize kilomètres de la ligne, la Française passe de nouveau à l'offensive. Elle est suivie par Marianne Vos, Valerie Demey et Pfeiffer Georgi. Vos et Cordon se relaient, tandis que Demey et Georgi restent dans les roues. Leur avance grandit néanmoins. Georgi attaque au kilomètre, mais Vos est vigilante. Au sprint, la Néerlandaise s'impose devant Audrey Cordon-Ragot. Près de trente minutes après l'arrivée, Marianne Vos apprend sa disqualification. Elle a en effet utilisé, certes très briévement, une position sur le guidon interdite par le règlement UCI juste après la formation de l'échappée. Audrey Cordon-Ragot est donc vainqueur,.
Au Tour de Scandinavie, sur la quatrième étape, à onze kilomètres du but, Alice Barnes attaque avec Alexandra Manly. Anouska Koster, Chloe Hosking, Laura Tomasi et Neve Bradbury reviennent sur la tête à trois kilomètres et demi de l'arrivée. Au sprint, Alexandra Manly devance Chloe Hosking. Le lendemain, sur l'étape reine, Lucinda Brand prend la neuvième place. Elle est huitième de l'épreuve.
Aux championnats d'Europe du contre-la-montre, Ellen van Dijk est devancée par Marlen Reusser. Audrey Cordon-Ragot est quatrième. Sur route, Elisa Balsamo est devancée au sprint par Lorena Wiebes. Sur piste, Letizia Paternoster fait partie de l'équipe d'Italie en poursuite par équipes et prend la médaille d'argent. Amalie Dideriksen est troisième de la course à l'américaine avec Julie Leth. 
Au Grand Prix de Plouay, dans la dernière côte avant le circuit final, le Stang Varric, Mavi Garcia et Amber Kraak attaquent. À trente-et-un kilomètres du but, elles sont rejointes par neuf autres coureuses dont Audrey Cordon-Ragot. Dans le final, d'autres attaques sortent de ce groupe. Elle se classe dixième.

### Septembre
Au Simac Ladies Tour, Audrey Cordon-Ragot est troisième du sprint. Le lendemain, Amalie Dideriksen se classe huitième du sprint. Sur le contre-la-montre individuel, Audrey Cordon-Ragot s'impose. Elle remonte à la deuxième place du classement général. Chloe Hosking est septième du sprint de la dernière étape, il n'y a pas de changement au classement général. Au Ceratizit Challenge by La Vuelta, Trek-Segafredo s'impose lors du contre-la-montre par équipes inaugural. Elisa Longo Borghini prend la tête du classement général. Sur la deuxième étape, dans la seconde ascension du Fuente las Varas Annemiek van Vleuten attaque. Elle est tout d'abord suivie par Elisa Longo Borghini entre autres, mais elle est distancée ensuite. Elle termine deuxième de l'étape. Dans le sprint de la troisième étape, Elisa Balsamo prend la troisième place. Le lendemain, Elisa Longo Borghini est troisième du sprint du groupe réduit. Elisa Balsamo gagne la dernière étape au sprint. Elisa Longo Borghini conclut la course à la deuxième place.
Aux  championnats du monde, Ellen van Dijk conserve son titre en contre-la-montre. Leah Thomas est cinquième et Shirin van Anrooij treizième. Dans le relais mixte, Ellen van Dijk doit se contenter de la cinquième place après la chute précoce d'Annemiek van Vleuten. Elisa Longo Borghini est deuxième avec l'Italie. Sur route, Elisa Balsamo éprouve des difficultés à suivre le rythme dans le final et ne peut conserver son titre. À 25 kilomètres du terme, cinq favorites dont Elisa Longo Borghini se détâchent dans l'ascension du mont Pleasant. Elles sont reprises par le peloton. Elles ressortent dans l'ascension suivante. L'entente dans ce groupe n'est toutefois pas optimale. Ce qui permet le retour de cinq adversaires un peu avant la flamme rouge puis trois autres un peu plus loin. Elisa Longo Borghini est dixième.

### Octobre
Elisa Longo Borghini remporte le Tour d'Émilie qui se décide dans la dernière ascension vers le Sanctuaire Madonna di San Luca. Trois jours plus tard, elle se détache du peloton de tête sur les Trois vallées varésines pour empocher une nouvelle victoire. Au Tour de Romandie, l'échappée est reprise alors que Demi Vollering, Ashleigh Moolman-Pasio et Ellen van Dijk passent à l'offensive à cinquante kilomètres de la ligne dans la première étape. Elles sont rapidement reprises. Elisa Longo Borghini est cinquième de l'étape. Elle est ensuite troisième le lendemain de l'étape reine. Elle conclut l'épreuve à la troisième place. 
Aux championnats du monde sur piste, Elisa Balsamo remporte le titre en poursuite par équipes avec l'Italie. Amalie Dideriksen est troisième de la course à l'américaine avec Julie Leth.
Ellen van Dijk confirme son titre mondial en contre-la-montre en remportant le Chrono des Nations-Les Herbiers-Vendée.

## Victoires

### Sur route
| Victoires | Victoires                                                | Victoires   | Victoires | Victoires            | Victoires |
| Date      | Course                                                   | Pays        | Classe    | Vainqueur            |           |
| --------- | -------------------------------------------------------- | ----------- | --------- | -------------------- | --------- |
| 17 fév.   | 1re étape de la Semaine cycliste valencienne             | Espagne     | 2.1       | Elisa Balsamo        |           |
| 18 fév.   | 2e étape de la Semaine cycliste valencienne              | Espagne     | 2.1       | Ellen van Dijk       |           |
| 3 mars    | 1re étape, Bloeizone Fryslân Tour                        | Pays-Bas    | 2.1       | Ellen van Dijk       |           |
| 5 mars    | Classement général, Bloeizone Fryslân Tour               | Pays-Bas    | 2.1       | Ellen van Dijk       |           |
| 20 mars   | Trofeo Alfredo Binda-Comune di Cittiglio                 | Italie      | 1.WWT     | Elisa Balsamo        |           |
| 24 mars   | Classic Bruges-La Panne                                  | Belgique    | 1.WWT     | Elisa Balsamo        |           |
| 27 mars   | Gand-Wevelgem                                            | Belgique    | 1.WWT     | Elisa Balsamo        |           |
| 16 avr.   | Paris-Roubaix                                            | France      | 1.WWT     | Elisa Longo Borghini |           |
| 10 juin   | 5e étape du Tour de Grande-Bretagne féminin              | Royaume-Uni | 2.WWT     | Elisa Longo Borghini |           |
| 11 juin   | Classement général, Tour de Grande-Bretagne féminin      | Royaume-Uni | 2.WWT     | Elisa Longo Borghini |           |
| 18 juin   | 1re étape du Tour de Suisse                              | Suisse      | 2.Pro     | Lucinda Brand        |           |
| 20 juin   | 3e étape du Tour de Suisse                               | Suisse      | 2.Pro     | Elisa Balsamo        |           |
| 21 juin   | 4e étape du Tour de Suisse                               | Suisse      | 2.Pro     | Lucinda Brand        |           |
| 21 juin   | Classement général, Tour de Suisse                       | Suisse      | 2.Pro     | Lucinda Brand        |           |
| 22 juin   | Championnat d'Italie du contre-la-montre                 | Italie      | CN        | Elisa Longo Borghini |           |
| 22 juin   | Championnat des Pays-Bas du contre-la-montre             | Pays-Bas    | CN        | Ellen van Dijk       |           |
| 23 juin   | Championnat de France du contre-la-montre                | France      | CN        | Audrey Cordon-Ragot  |           |
| 25 juin   | Championnat de France sur route                          | France      | CN        | Audrey Cordon-Ragot  |           |
| 26 juin   | Championnat d'Italie sur route                           | Italie      | CN        | Elisa Balsamo        |           |
| 1 juill.  | 2e étape du Tour d'Italie                                | Italie      | 2.WWT     | Elisa Balsamo        |           |
| 5 juill.  | 5e étape du Tour d'Italie                                | Italie      | 2.WWT     | Elisa Balsamo        |           |
| 13 juill. | Prologue, Baloise Ladies Tour                            | Pays-Bas    | 2.1       | Ellen van Dijk       |           |
| 16 juill. | 3eb étape, Baloise Ladies Tour                           | Pays-Bas    | 2.1       | Ellen van Dijk       |           |
| 17 juill. | Classement général, Baloise Ladies Tour                  | Pays-Bas    | 2.1       | Ellen van Dijk       |           |
| 6 août    | Contre-la-montre par équipes de l'Open de Suède Vårgårda | Suède       | 1.WWT     | Trek-Segafredo       |           |
| 7 août    | Course en ligne de l'Open de Suède Vårgårda              | Suède       | 1.WWT     | Audrey Cordon-Ragot  |           |
| 3 sept.   | 5e étape, Simac Ladies Tour                              | Pays-Bas    | 2.WWT     | Audrey Cordon-Ragot  |           |
| 7 sept.   | 1re étape, Ceratizit Challenge by La Vuelta              | Espagne     | 2.WWT     | Trek-Segafredo       |           |
| 11 sept.  | 5e étape, Ceratizit Challenge by La Vuelta               | Espagne     | 2.WWT     | Elisa Balsamo        |           |
| 18 sept.  | Championnat du monde du contre-la-montre                 | Australie   | CM        | Ellen van Dijk       |           |
| 1 oct.    | Tour d'Émilie                                            | Italie      | 1.Pro     | Elisa Longo Borghini |           |
| 4 oct.    | Trois vallées varésines                                  | Italie      | 1.1       | Elisa Longo Borghini |           |
| 16 oct.   | Chrono des Nations-Les Herbiers-Vendée                   | France      | 1.1       | Ellen van Dijk       |           |

### Sur piste
| Date       | Course                                                   | Pays     | Classe | Vainqueur           |
| ---------- | -------------------------------------------------------- | -------- | ------ | ------------------- |
| 15 mai     | Omnium à la 2 Nations' Cup                               | Canada   | CDM    | Elisa Balsamo       |
| 15 mai     | Poursuite par équipes à la Coupe des nations, 2e manche  | Canada   | CDM    | Elisa Balsamo       |
| 15 mai     | Course à l'américaine la Coupe des nations, 2e manche    | Canada   | CDM    | Elisa Balsamo       |
| 10 juillet | Poursuite individuelle à la Coupe des nations, 3e manche | Colombie | CDM    | Letizia Paternoster |
| 16 octobre | Championnat du monde de la poursuite par équipes         | France   | CDM    | Elisa Balsamo       |

### En cyclo-cross
| Date        | Course       | Pays     | Classe | Vainqueur          |
| ----------- | ------------ | -------- | ------ | ------------------ |
| 1er janvier | Baal         | Belgique | C1     | Lucinda Brand      |
| 2 janvier   | Hulst        | Pays-Bas | CDM    | Lucinda Brand      |
| 4 janvier   | Gullegem     | Belgique | C2     | Shirin van Anrooij |
| 5 janvier   | Herentals    | Belgique | C2     | Shirin van Anrooij |
| 22 janvier  | Hamme-Zogge  | Belgique | C1     | Lucinda Brand      |
| 6 février   | Lille        | Belgique | C1     | Lucinda Brand      |
| 12 février  | Gavere       | Belgique | C1     | Lucinda Brand      |
| 19 février  | Sint-Niklaas | Belgique | C2     | Lucinda Brand      |
| 1er octobre | Meulebeke    | Belgique | C2     | Shirin van Anrooij |
| 13 novembre | Hilvarenbeek | Pays-Bas | CDM    | Shirin van Anrooij |
| 23 décembre | Mol          | Belgique | C2     | Shirin van Anrooij |
| 26 décembre | Gavere       | Belgique | CDM    | Shirin van Anrooij |
| 30 décembre | Loenhout     | Belgique | C1     | Shirin van Anrooij |

### Résultats sur les courses majeures

#### World Tour
| Date                | #  | Course                                                   | Pays        | Meilleure classée    | Classement |
| ------------------- | -- | -------------------------------------------------------- | ----------- | -------------------- | ---------- |
| 5 mars              | 1  | Strade Bianche                                           | Italie      | Elisa Longo Borghini | 8e         |
| 12 mars             | 2  | Tour de Drenthe                                          | Pays-Bas    | Elisa Balsamo        | 2e         |
| 20 mars             | 3  | Trofeo Alfredo Binda-Comune di Cittiglio                 | Italie      | Elisa Balsamo        | Vainqueur  |
| 24 mars             | 4  | Trois Jours de La Panne                                  | Belgique    | Elisa Balsamo        | Vainqueur  |
| 27 mars             | 5  | Gand-Wevelgem                                            | Belgique    | Elisa Balsamo        | Vainqueur  |
| 3 avril             | 6  | Tour des Flandres                                        | Belgique    | Elisa Balsamo        | 28e        |
| 10 avril            | 7  | Amstel Gold Race                                         | Pays-Bas    | Elisa Balsamo        | 8e         |
| 16 avril            | 8  | Paris-Roubaix                                            | France      | Elisa Longo Borghini | Vainqueur  |
| 20 avril            | 9  | Flèche wallonne                                          | Belgique    | Elisa Longo Borghini | 6e         |
| 24 avril            | 10 | Liège-Bastogne-Liège                                     | Belgique    | Elisa Longo Borghini | 5e         |
| 13-15 mai           | 11 | Classique de Saint-Sébastien                             | Espagne     | Lucinda Brand        | 16e        |
| 19-22 mai           | 12 | Tour de Burgos                                           | Espagne     | Shirin van Anrooij   | 6e         |
| 27-29 mai           | 13 | RideLondon-Classique                                     | Royaume-Uni | Elisa Balsamo        | 2e         |
| 6-11 juin           | 14 | The Women's Tour                                         | Royaume-Uni | Elisa Longo Borghini | Vainqueur  |
| 1-10 juillet        | 15 | Tour d'Italie                                            | Italie      | Elisa Longo Borghini | 4e         |
| 24-31 juillet       | 16 | Tour de France                                           | France      | Elisa Longo Borghini | 6e         |
| 6 août              | 17 | Contre-la-montre par équipes de l'Open de Suède Vårgårda | Suède       | Trek-Segafredo       | Vainqueur  |
| 7 août              | 18 | Open de Suède Vårgårda                                   | Suède       | Audrey Cordon-Ragot  | Vainqueur  |
| 9-14 août           | 19 | Tour de Scandinavie                                      | Norvège     | Lucinda Brand        | 8e         |
| 27 août             | 20 | Grand Prix de Plouay                                     | France      | Audrey Cordon-Ragot  | 10e        |
| 30 août-4 septembre | 21 | Simac Ladies Tour                                        | Pays-Bas    | Audrey Cordon-Ragot  | 2e         |
| 7-11 septembre      | 22 | Ceratizit Challenge by La Vuelta                         | Espagne     | Elisa Longo Borghini | 2e         |
| 7-9 octobre         | 23 | Tour de Romandie                                         | Suisse      | Elisa Longo Borghini | 3e         |

Elisa Longo Borghini conclut la saison à la deuxième place du classement individuel, Elisa Balsamo est cinquième. Trek-Segafredo est deuxième du classement par équipes.

#### Grands tours
| Grand tour            | Tour d'Italie             | Tour de France                   |
| --------------------- | ------------------------- | -------------------------------- |
| Coureuse (classement) | Elisa Longo Borghini (4e) | Elisa Longo Borghini (6e)        |
| Accessits             | 2 étapes                  | classement de la meilleure jeune |

## Classement mondial
| Classement UCI | Classement UCI       | Classement UCI | Classement UCI |
| Coureuse       | Coureuse             | Pays           | Points         |
| -------------- | -------------------- | -------------- | -------------- |
| 3e             | Elisa Longo Borghini | Italie         | 3283.66 pts    |
| 6e             | Elisa Balsamo        | Italie         | 3024.33 pts    |
| 20e            | Ellen van Dijk       | Pays-Bas       | 1431.67 pts    |
| 25e            | Audrey Cordon-Ragot  | France         | 1291 pts       |
| 32e            | Shirin van Anrooij   | Pays-Bas       | 958.33 pts     |
| 36e            | Lucinda Brand        | Pays-Bas       | 823.33 pts     |
| 128e           | Leah Thomas          | États-Unis     | 251 pts        |
| 141e           | Amalie Dideriksen    | Danemark       | 214.33 pts     |
| 145e           | Chloe Hosking        | Australie      | 212 pts        |
| 312e           | Elynor Bäckstedt     | Royaume-Uni    | 83.33 pts      |
| 534e           | Lauretta Hanson      | Australie      | 44 pts         |
| 898e           | Letizia Paternoster  | Italie         | 14 pts         |

Trek-Segafredo est deuxième du classement par équipes.